# Lycosa eutypa
Lycosa eutypa este o specie de păianjeni din genul Lycosa, familia Lycosidae, descrisă de Chamberlin în anul 1925.
Este endemică în Panama. Conform Catalogue of Life specia Lycosa eutypa nu are subspecii cunoscute.